# Ernst Seeger
Ernst Seeger (* 20. Dezember 1884 in Mannheim; † 17. August 1937 in Berlin) war ein hochrangiger Filmbeamter in der Weimarer Republik und im nationalsozialistischen Deutschen Reich.

## Leben
Nach dem Besuch des Königlichen Wilhelms-Gymnasiums in Berlin begann Ernst Seeger, selbst Sohn eines Juristen, in Berlin ein Jurastudium, das er 1912 in Heidelberg mit der Promotion abschloss. Nach kurzer Tätigkeit als Assessor am Landgericht Berlin II wurde er 1915 nach einem Wechsel ins Büro des Generalstaatsanwalts erstmals mit Angelegenheit der Filmzensur betraut. Im Oktober 1916 folgte eine Versetzung ins Militärbüro des Auswärtigen Amtes und von da aus in die Verwaltung des Bild- und Filmamts (BUFA).
Von Mai 1919 bis März 1923 war Ernst Seeger Leiter der Reichsfilmstelle im Reichsministerium des Innern. Ab 1921 arbeitete er gleichzeitig in der obersten Filmzensurbehörde der Weimarer Republik, der Film-Oberprüfstelle, in der er bald stellvertretender Leiter und am 1. März 1924 Leiter wurde. In dieser Position wirkte er u. a. an dem zeitweiligen Aufführungsverbot der Filme Panzerkreuzer Potemkin und Im Westen nichts Neues mit. 1929 wurde Seeger zum Ministerialrat ernannt.
Nach der NS-Machtübernahme übernahm Seeger am 13. März 1933 die Leitung der Abteilung Film des neugeschaffenen Reichsministeriums für Volksaufklärung und Propaganda und im April zusätzlich die Kontingentstelle, die den Import ausländischer Filme regelte. Am 29. Juni 1937 wurde er von Joseph Goebbels auch zum Obmann der Sektion Filmwesen der „Kommission zur Bewahrung von Zeitdokumenten“ ernannt, deren Aufgabe die Sammlung von Materialien war, die mit dem NS-Staat in Verbindung standen.
Als Jurist war Ernst Seeger auch an der Formulierung und Kommentierung sowohl des Lichtspielgesetzes vom 12. Mai 1920 als auch des Lichtspielgesetzes vom 16. Februar 1934 beteiligt. Letzteres bildete die rechtliche Grundlage für die einschneidendsten filmpolitischen Maßnahmen des nationalsozialistischen Staates. In den folgenden Jahren brachte Seeger „unter Berücksichtigung der Rechtsprechung der Oberfilmprüfstelle“ in immer neuen Auflagen auch die Novellierungen, Ausführungs- und Kontingentsbestimmungen des Lichtspielgesetzes heraus.
Nach Ende des Zweiten Weltkrieges wurden Seegers Schriften Der Krieg der unsichtbaren Fronten (Selbstverlag, Tübingen 1933), Die Gesetze und Verordnungen für das deutsche Filmwesen (Film-Kurier, Berlin 1933–34), Alfred Rosenbergs Mythus des 20. Jahrhunderts und seine christlichen Gegner (Teutoburg-Verlag, Marbach 1935), Die deutsche Aktion. (Aufgaben und Zielsetzung) (Klein, Leipzig 1936), Evangelische Dogmatik und Judentum (Teutoburg-Verlag, Marbach 1936) in der Sowjetischen Besatzungszone auf die Liste der auszusondernden Literatur gesetzt. In der Deutschen Demokratischen Republik folgte auf diese Liste noch sein Das deutsche Geschichtsbilderbuch für junge und alte Deutschgläubige (Teutoburg-Verlag, Marbach 1935).
Ernst Seeger starb 1937 im Alter von 52 Jahren in Berlin und wurde auf dem Alten St.-Matthäus-Kirchhof in Berlin-Schöneberg beigesetzt. Das Grab ist nicht erhalten geblieben.

## Zensurgutachten (Auswahl)
- 1924: Verkrachte Existenzen Ergebnis: Verbot
- 1934: Tarzan, der Affenmensch Ergebnis Verbot[5]